# Captura de Harput
La Captura de Harput ocurrió en 1465 cuando Uzún Hasán atacó los territorios de Melik Arslan y capturó Harput.
Cuando Melik Arslan, bey de Dukalkir atacó en 1464 Kayseri, posesión de los karamánidas, estos solicitaron ayuda del estado de Aq Qoyunlu. Esta situación creó una brecha entre los dulkadiridas y los Aq Qoyunlu, confederación turcomana de Anatolia oriental.
Uzún Hasán, líder de los Aq Qoyunlu, estaba buscando una oportunidad para apoderarse de Harput y en 1465 atacó los territorios de Melik Arslan y capturó la ciudad. El gobierno de Aq Qoyunlu sobre Harput duró hasta 1507.